# Liste der Biografien/Grij
Liste der Biografien |
Portal Biografien |
Personensuche
# |
A |
B |
C |
D |
E |
F |
G |
H |
I |
J |
K |
L |
M |
N |
O |
P |
Q |
R |
S |
T |
U |
V |
W |
X |
Y |
Z |
?
 
Ga |
Gb |
Gc |
Gd |
Ge |
Gf |
Gh |
Gi |
Gj |
Gk |
Gl |
Gm |
Gn |
Go |
Gp |
Gq |
Gr |
Gs |
Gu |
Gv |
Gw |
Gy |
Gz
 
Gra |
Grb–Grd |
Gre |
Grg |
Gri |
Grj |
Grk |
Grl |
Grm |
Gro |
Grs |
Gru |
Gry |
Grz
 
Gria |
Grib |
Gric |
Grid |
Grie |
Grif |
Grig |
Grij |
Grik |
Gril |
Grim |
Grin |
Grio |
Grip |
Gris |
Grit |
Griv |
Griw |
Grix |
Griz
Die Liste der Biografien führt alle Personen auf, die in der deutschsprachigen Wikipedia einen Artikel haben. Dieses ist eine Teilliste mit 9 Einträgen von Personen, deren Namen mit den Buchstaben „Grij“ beginnt.

## Grij

### Grija
- Grijalba, Jairo (* 1945), kolumbianischer Radrennfahrer
- Grijalva, Juan de (1490–1527), spanischer Entdecker
- Grijalva, Luis (* 1999), guatemaltekischer Langstreckenläufer
- Grijalva, Raúl (1948–2025), US-amerikanischer Politiker
- Grijalva, Tracy (* 1959), amerikanischer Gitarrist

### Grijn
- Grijns, Gerrit (1865–1944), niederländischer Hygieniker
- Grijns, Lambertus Christiaan (* 1962), niederländischer Diplomat

### Grijo
- Grijó Filho, Adhemar (1931–2020), brasilianischer Schwimmer und Wasserballspieler

### Grijs
- Grijseels, Alina (* 1996), deutsche HandballspielerinAlina Grijseels (* 1996)

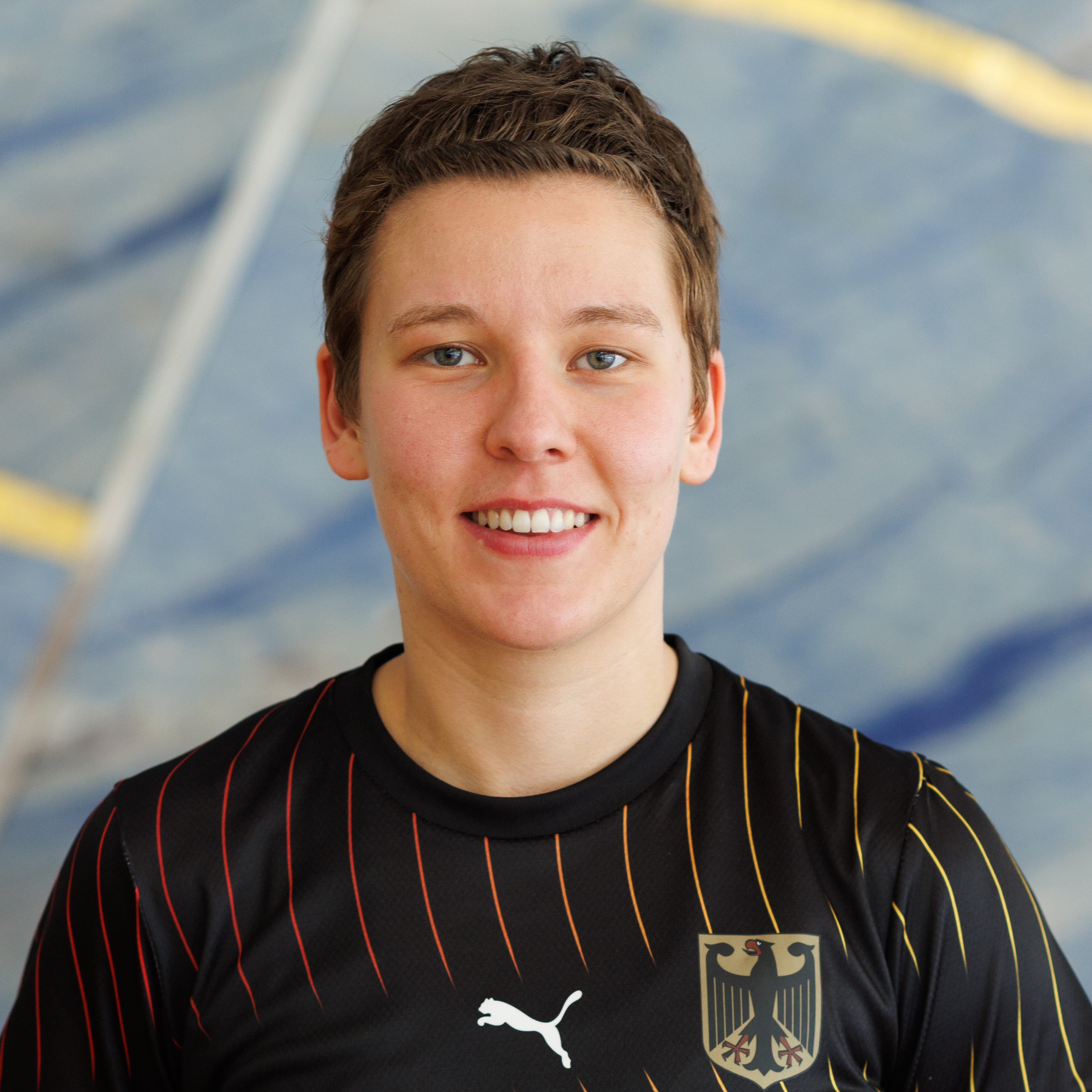
Alina Grijseels (* 1996)